# Tour Henri VIII
La tour Henri VIII appelée aussi Grosse tour est une tour située à Tournai en province de Hainaut (Belgique) qui faisait à l'origine partie du château de Tournai ou château d'Henri VIII. 
La tour est classée comme monument le 10 juin 1963 et reprise sur la liste du patrimoine exceptionnel de la Région wallonne depuis 2016.

## Localisation
La tour est située dans la partie nord du centre historique de la ville de Tournai, dans le parc Henri VIII, à proximité de la place Verte, de la rue du Rempart, de l'avenue Leray et de la place Victor Carbonnelle et non loin de la gare de Tournai.

## Historique
Tournai est la seule ville de l'actuelle Belgique à avoir jamais été possession anglaise. Cette situation ne dura guère que six années, de 1513 à 1519, Pendant cette courte période, le monarque anglais, le roi Henri VIII, fait ériger cette imposante tour d'enceinte se raccordant aux seconds remparts de la ville qui furent édifiés vers l'an 1300. 
La tour Henri VIII est l'unique rescapée des constructions élevées à cette époque anglaise dans le Tournaisis et est donc le seul édifice jamais bâti par les Anglais encore existant sur le territoire belge actuel. 
Depuis 2008, la tour fait l'objet d'une restauration et est entourée d'échafaudages.

## Description
Les dimensions de cette tour ronde sont importantes : un diamètre de 27,5 m et une circonférence d'environ 86 m, une hauteur de 21 m et une épaisseur de mur d'environ 6,9 m à la base. La tour est construite en moellons de grès et de calcaire de Tournai. 